# Geographisches Lexikon des Königreiches Polen

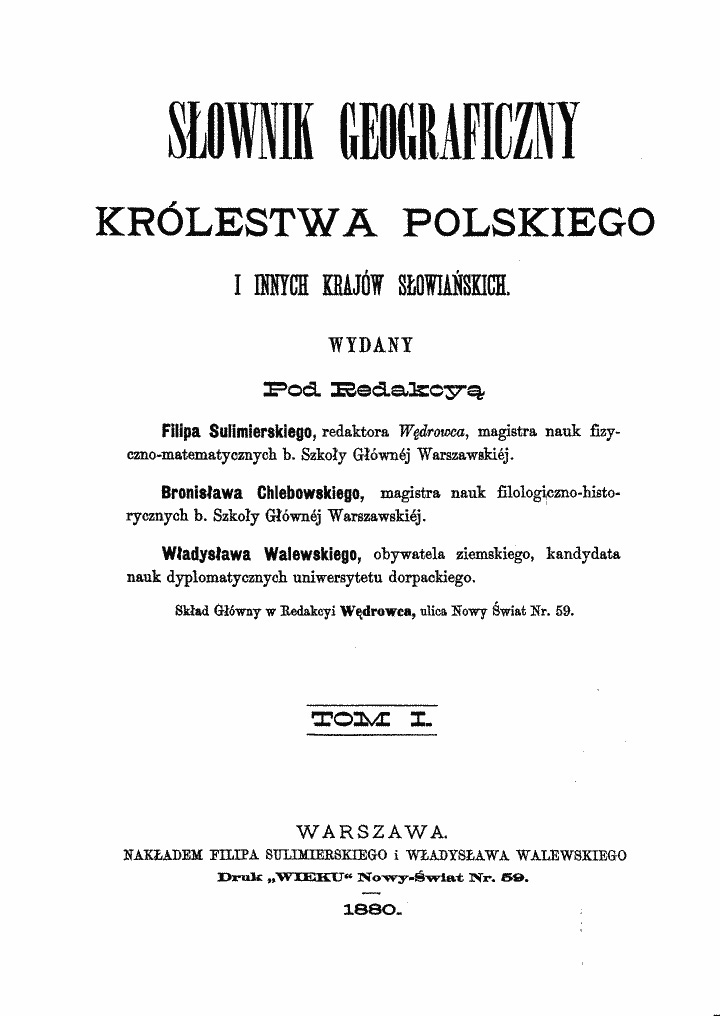
Titelblatt des 1. Bands

Geographisches Lexikon des Königreiches Polen und anderer slawischer Länder (polnisch Słownik geograficzny Królestwa Polskiego i innych krajów słowiańskich) ist ein 16-bändiges Lexikon mit 14.785 Seiten, das in den Jahren 1880 bis 1902 publiziert wurde.
Das Werk enthält Beschreibungen aller Regionen, Städte, Dörfer und anderer Orte, Berge, Flüsse und Seen des Königreichs Polen (Kongresspolen) und weiteren slawischen Sprachraums. Dies umfasst die baltischen, westlichen und südlichen Gubernien (Gouvernements) des Russischen Reichs, Westpreußen und Ostpreußen, das Großherzogtum Posen und Preußisch Schlesien, Galizien, Wolhynien, Podolien, Polesien, Österreichisch-Schlesien, Mähren, die slowakischen Teile von Ungarn und der Bukowina und zusätzlich auch weitere wichtige Orte in den übrigen Gubernien im europäischen Russland (Landsitze, Kirchspiele, Eisenbahnstationen etc.).